# Sălăuța
Die Sălăuța (auch Râul Sălăuța; ungarisch Szálva) ist ein rechter Nebenfluss des Someșul Mare (deutsch Großer Somesch) in Rumänien.

## Verlauf
Der Fluss entspringt in etwa 1000 m Höhe im Țibleș-Gebirge im Norden von Rumänien. Er fließt in südlicher Richtung durch den Kreis Bistrița-Năsăud. Folgende Orte liegen am Flusslauf der Sălăuța: Romuli, Fiad, Telciu, Coșbuc und Salva. In Salva mündet die Sălăuța rechtsseitig in den Someșul Mare. Die Sălăuța hat eine Länge von 40 km.